# Observatori

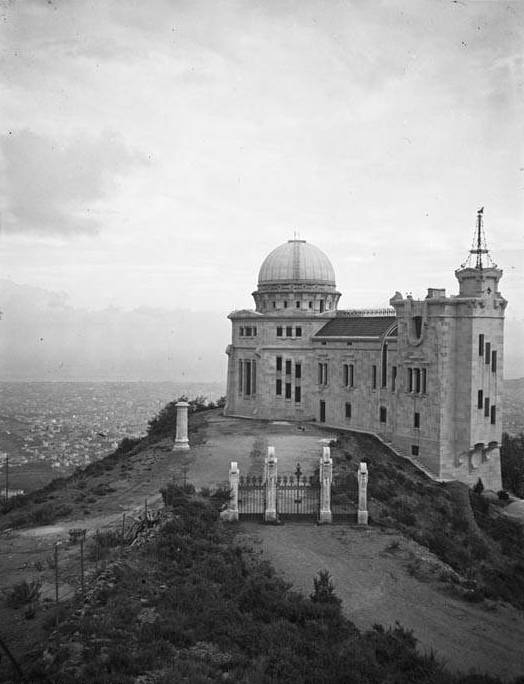
L'Observatori Fabra, el quart en actiu més antic del món, en una imatge de 1907 amb Barcelona als seus peus. El notable edifici és obra de l'arquitecte Josep Domènech i Estapà.

Un observatori és un lloc apropiat per a fer-hi observacions, siguin terrestres o celestes. Els observatoris són utilitzats per diferents disciplines, com per exemple, l'astronomia, la meteorologia, la geologia, l'oceanografia o la zoologia. Els més coneguts i antics són els observatoris astronòmics, dedicats a l'observació del firmament, i els meteorològics. Avui dia, a més dels observatoris terrestres, també n'hi ha d'aeris (a bord d'avions) i espacials.

## Història
L'observatori més antic que es coneix és la torre o zigurat de Bello, a Babilònia, en el que els astrònoms van fer les seves principals observacions. Hi ha el dubte, de si els grecs van tenir un observatori a Alexandria, però és cert que els van construir els àrabs, els xinesos i els mongols. Va ser cèlebre el de Bagdad, emplaçat als mateixos jardins del Califa.
Pel que fa als observatoris d'Europa, potser és el més antic la famosa Torre de Sevilla construïda per l'astrònom Mohamed Geber, que va servir per espai de molts segles per a les observacions astronòmiques dels àrabs i els espanyols. En una època posterior, el landgrave de Hesse-Cassel Guillem IV va ordenar construir un observatori en 1561, i Tycho Brahe va aixecar en 1576 el famós Uranienburg a l'illa de Hiren, entre Copenhaguen i Malmoe, al Sund, situat a l'entrada del Bàltic.

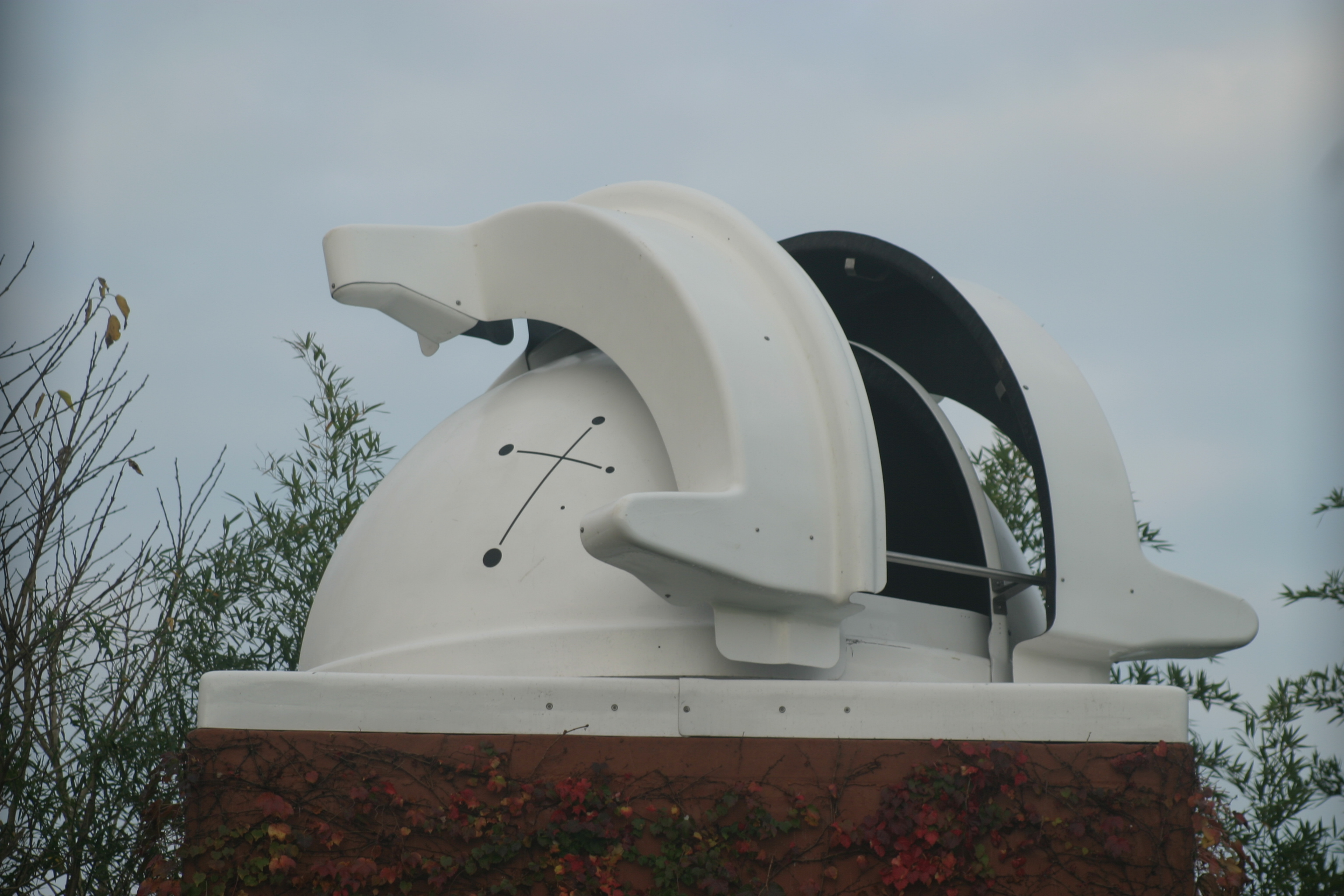
Dom de l'Observatori Astronòmic Cruz del Sur. Brandsen, Argentina

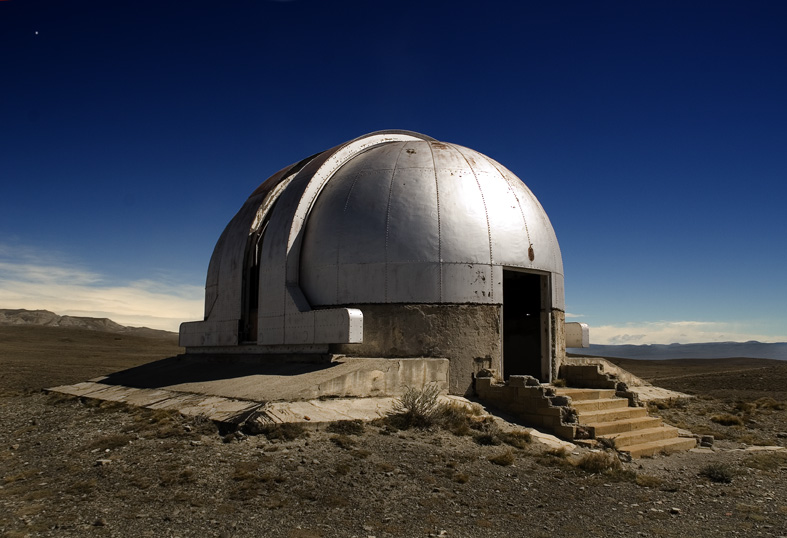
Observatori Austral Félix Aguilar, abandonat, a la província de Santa Cruz (Argentina)

Històricament, els primitius observatoris van disposar de pedres alineades amb alguns fenòmens astronòmics, com és el cas de Stonehenge, però les primeres observacions sistematitzades van haver d'esperar al desenvolupament d'instruments capaços de mesurar angles amb certa precisió, com els sextants. Els moderns observatoris astronòmics contenen enormes telescopis (amb miralls de diversos metres de diàmetre) i ordinadors per al processament de les dades obtingudes. Exemples d'observatoris d'aquesta classe són el de Mauna Kea a Hawaii, l'Observatori de Roque de los Muchachos i l'Observatori del Teide a les Illes Canàries, el de Cerro Tololo i el de Cerro Pachón a Xile. A Espanya l'Observatori de Calar Alto, l'Observatori Astronòmic Nacional i l'Observatori de l'Armada de San Fernando (Cadis) compten entre els més coneguts i actius, alguns d'ells dedicats també a la divulgació i ensenyament de l'astronomia.
Durant el segle xix els observatoris es van convertir en un símbol de prestigi dels naixents estats.
Al començament de la dècada dels anys 1940, es van començar a construir radiotelescopis per detectar i estudiar radiofonts a l'Univers. El radiotelescopi més gran del món es troba a Puerto Rico; es tracta del radiotelescopi d'Arecibo. El centre de radiotelescopis més gran és a Chajnantor, Xile.
Amb els últims avenços científics ha estat possible enviar telescopis i instruments d'observació celeste fora del planeta Terra, com el telescopi espacial Hubble.
Així mateix, hi ha observatoris portàtils realitzats en fibra de vidre que poden ser fàcilment instal·lats per a l'ús d'aficionats o petites institucions.

## Observatoris astronòmics
Els observatoris astronòmics tenen com a funció l'observació dels astres, la determinació dels seus moviments i l'estudi de les seves propietats. Els primers observatoris dels que tenim referència històrica van se construïts fa uns 2.500 anys a Mesopotàmia, eren piràmides que tenien funcions religioses, però també d'observació dels astres. Els aparells que hom podia trobar als observatoris primigenis eren molt senzills com la clepsidra o el gnòmon. Als observatoris de l'època grega també s'utilitzava l'armil·la, el quadrant o l'astrolabi.
La invenció del telescopi l'any 1608 va iniciar una nova etapa de l'observació astronòmica i es van construir observatoris com els de Leiden (1633), el de Copenhaguen (1642), el de París (1667) o el de Greenwich (1675). A Catalunya es van fundar el 1904 l'observatori Fabra i l'observatori de l'Ebre.

### Antics observatoris
- 825 : observatori Al-Shammisiyyah, Bagdad, Iraq[8]
- 869: observatori de Mahodayapuram, Kerala, India[9]
- 1259: observatori de Maragheh, Azerbaijan, Iran[10]
- 1276: Gaocheng, Xina[11]
- 1420: Ulugh Beg, Samarkanda, Uzbekistan[12]
- 1442: antic observatori de Beijing, Xina
- 1577: observatori de Taqi ad-Din a Constantinoble, Turquia
- 1580: Uraniborg, Dinamarca
- 1581: Stjerneborg, Dinamarca

### El telescopi als observatoris
L'ús del telescopi com a eina per observar el cel nocturn es remunta fins a Galileo qui va usar un rudimentari telescopi fet de cartró i unes quantes lents per observar la Lluna, però, el telescopi ha anat evolucionant i adquirint una història i una identitat que passa desapercebuda per la gran majoria. El telescopi va començar com un objecte de disseny molt simple, per després convertir-se en l'eina que coneixem actualment, alhora de Galileu estaria l'astrònom i matemàtic alemany Johannes Kepler qui es va encarregar de millorar el disseny de Galileu.
Encara que les millores de Kepler van ser significatives, el telescopi seguia tenint molts desavantatges en força situacions, a més d'això estava el problema de l'aberració cromàtica, mateixa que Isaac Newton considerava fonamental de solucionar, dedicant temps a la investigació de la solució, però, Newton no només no va ser capaç d'eliminar aquesta aberració sinó que fins i tot va arribar a afirmar davant la Royal Society que era impossible desfer-se'n.

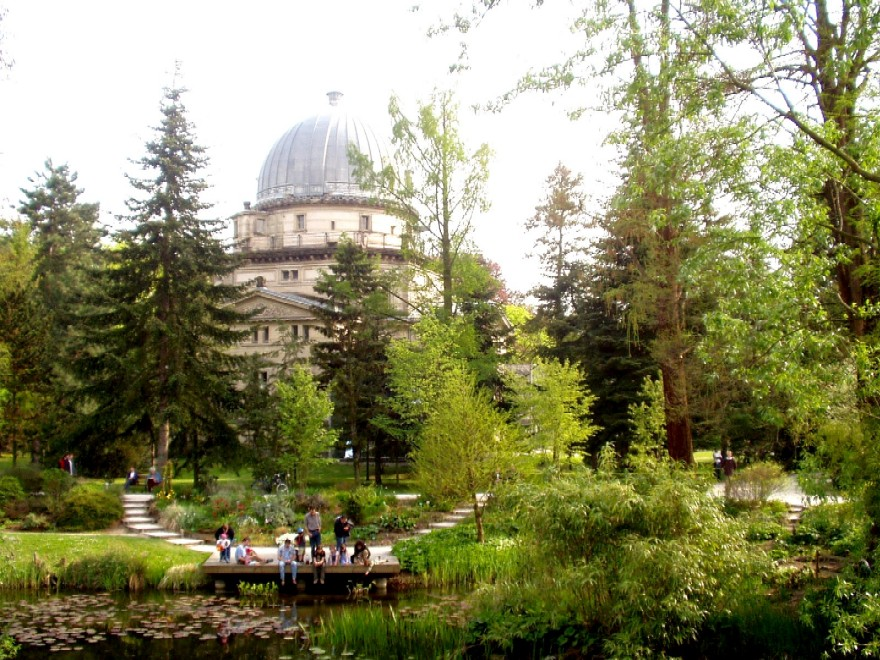
Observatori astronòmic d'Estrasburg.

Després d'això saltem a grans canvis implementats a aquesta eina, alguns telescopis eren més llargs, altres més amples, amb una o més lents de diferents tipus, uns més grans que altres, i al semblar això va ser el que va romandre constant a partir de llavors, ja que cada vegada es tornaven més grans, a causa de la relació que existeix entre la mida de la lent i la quantitat i llum que pots captar amb ella, això al seu torn, va portar amb si els seus propis inconvenients, en ser més grans eren més costosos de fabricar, es portava més temps elaborant-vos i és clar, eren pràcticament inamovibles. Tot i això, les millores van continuar arribant, ara un telescopi no només era un artefacte per mirar i meravellar-se amb els cossos celestes sinó que ara també era una eina de mesura.

## Observatoris meteorològics

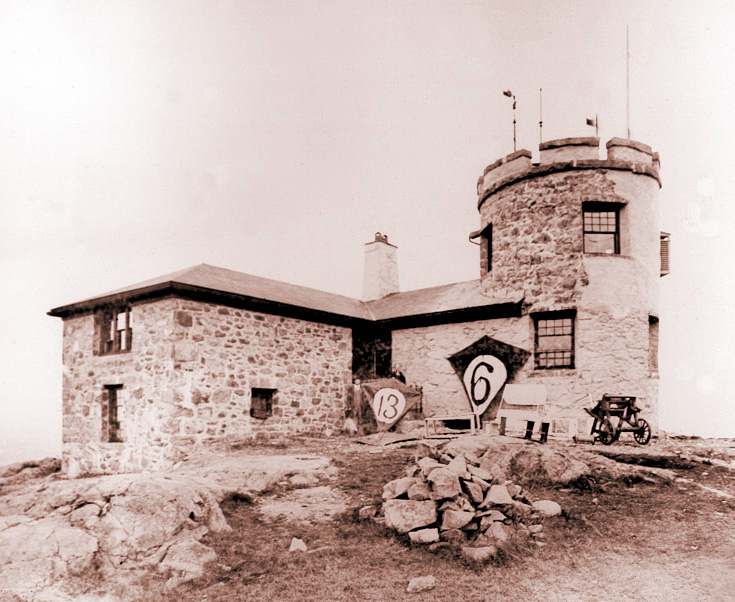
Imatge de l'any 1897 de l'observatori meteorològic de Blue Hill, Milton (Massachusetts)

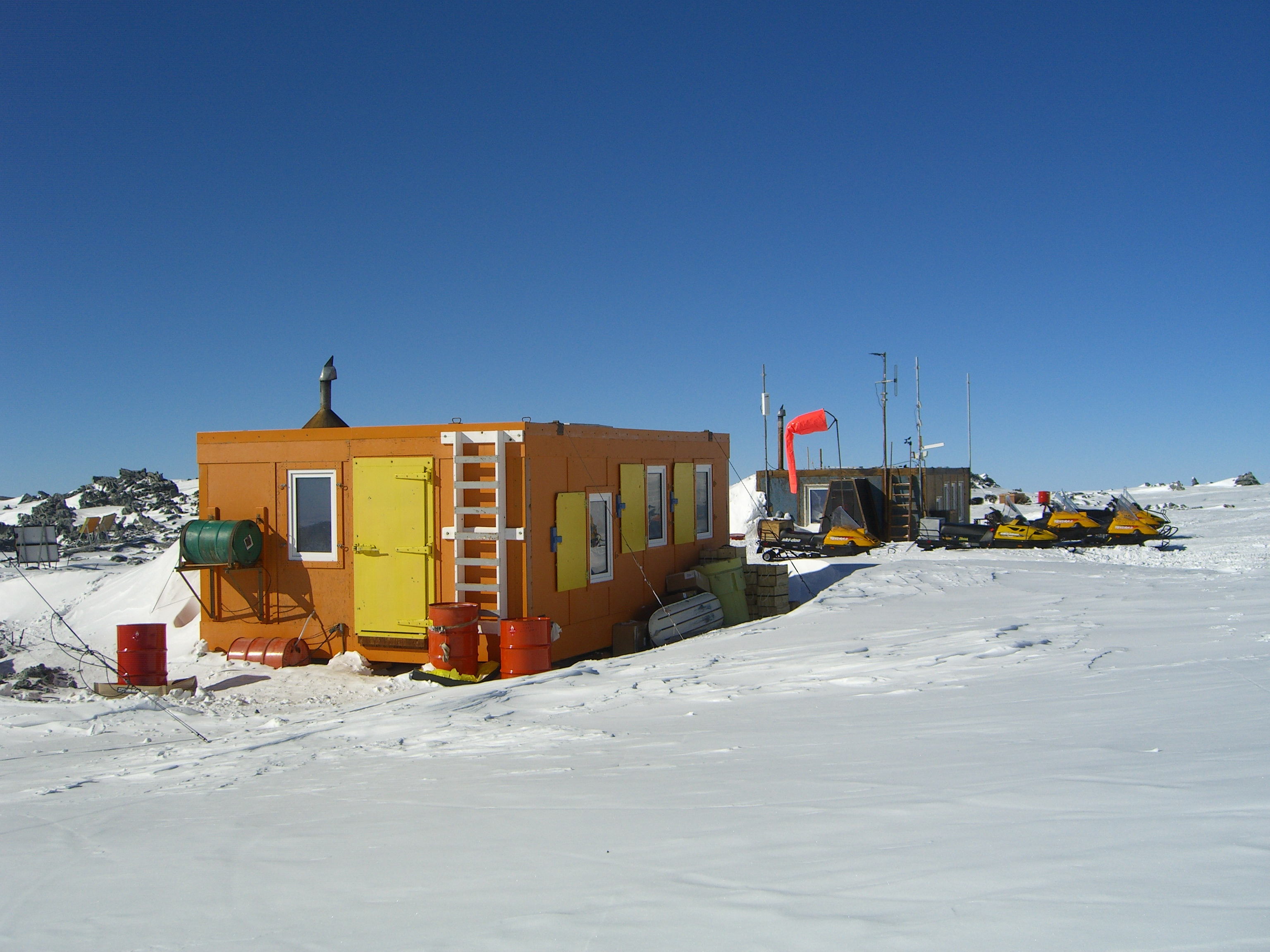
Observatori vulcanològic del mont Erebus, a l'Antàrtida

Un observatori meteorològic és un lloc destinat a l'observació dels fenòmens atmosfèrics. Habitualment disposen d'un conjunt d'aparells que permeten l'obtenció de dades de les variables atmosfèriques, temperatura, pressió, humitat relativa, precipitació acumulada, velocitat del vent, irradiació solar, gruix de neu acumulat, etc. Entre els aparells que es poden trobar a un observatori meteorològic en podem citar, els termòmetres de màxima i mínima, termòmetres de subsòl a diferents fondàries, el psicròmetre, el termohigrògraf, sensors de radiació solar, l'heliògraf, el pluviòmetre i el pluviògraf d'intensitats, el baròmetre i el microbarògraf, l'anemòmetre, el penell, l'anemògraf i l'anemocinemògraf d'intensitats.
Les observacions poden ser fetes per persones o enregistrades i enviades de manera automàtica. El Servei Meteorològic de Catalunya utilitza ambdues modalitats d'observació. Altres sistemes que s'utilitzen són els radars meteorològics, per a la detecció i quantificació de la intensitat de la precipitació, i els detectors de llamps. El Servei Meteorològic de Catalunya disposa d'una xarxa de quatre radars meteorològics, situat a Vallirana, el puig d'Arques, la Panadella i el de la serra de Llaberia, i una xarxa de detecció de llamps formada per quatre estacions d'observació, situades a Castellnou de Seana, Muntanyola, Begues i Amposta.

## Altres tipus d'observatori
- Observatoris geofísics: principalment observacions de sismologia i geomagnetisme, una especialització en són els observatoris vulcanològics.
- Observatoris oceanogràfics: observacions físiques i biològiques al mar.
- Observatori ornitològic: destinat a l'observació de les aus, les poblacions i les migracions. El primer del món va ser creat el 1901 a Rossitten.